# Bodden
Bodden (från lågtyskans boddem = havsbotten) är benämningen på ett antal grunda, vanligen oregelbundet formade och av land nästan helt omslutna havsarmar på en med pågående vattennivåhöjning flack kust. Bodden är utmärkande för Vorpommern och östra Mecklenburg. Störst är Greifswalder Bodden mellan Rügen och pommerska kusten, även Stettiner Haff är en bodden.